# Мизоновское сельское поселение
Мизоновское се́льское поселе́ние — муниципальное образование в Ишимском районе Тюменской области Российской Федерации.
Административный центр — село Мизоново.

## История
Статус и границы сельского поселения установлены Законом Тюменской области от 5 ноября 2004 года № 263 «Об установлении границ муниципальных образований Тюменской области и наделении их статусом муниципального района, городского округа и сельского поселения»

## Население
| 2010  | 2011  | 2012  | 2013  | 2014  | 2015  | 2016  |
| ----- | ----- | ----- | ----- | ----- | ----- | ----- |
| 1174  | ↘1171 | ↘1157 | ↘1123 | ↘1119 | ↘1090 | ↘1082 |
| 2017  | 2018  | 2019  | 2020  | 2021  |       |       |
| ↘1044 | ↘1028 | ↘1008 | ↘978  | ↗1066 |       |       |

## Состав сельского поселения
| № | Населённый пункт | Тип населённого пункта       | Население |
| - | ---------------- | ---------------------------- | --------- |
| 1 | Мизоново         | село, административный центр | 1047      |
| 2 | Ожогино          | село                         | 127       |